# Philip Banchong Chaiyara

Bischofswappen von Philip Banchong Chaiyara.

Philip Banchong Chaiyara CSsR (Thai: ฟิลิป บรรจง ไชยรา; * 30. Januar 1945 in Chang Ming, Amphoe Phanna Nikhom, Provinz Sakon Nakhon, Nordost-Thailand) ist ein thailändischer Ordensgeistlicher und emeritierter römisch-katholischer Bischof von Ubon Ratchathani.

## Leben
Philip Banchong Chaiyara trat der Ordensgemeinschaft der Redemptoristen bei, legte am 2. August 1969 die Profess ab und empfing am 12. Juni 1975 die Priesterweihe.
Papst Benedikt XVI. ernannte ihn am 25. März 2006 zum Bischof von Ubon Ratchathani. Der Altbischof von Ubon Ratchathani, Michael Bunluen Mansap, spendete ihm am 27. Juni desselben Jahres die Bischofsweihe; Mitkonsekratoren waren Erzbischof Salvatore Pennacchio, Apostolischer Nuntius in Thailand, Kambodscha und Singapur und Apostolischer Delegat in Myanmar, Laos, Malaysia und Brunei Darussalam, und George Yod Phimphisan CSsR, Bischof von Udon Thani.
Papst Franziskus nahm am 2. Dezember 2023 seinen altersbedingten Rücktritt an.